# MC Oran

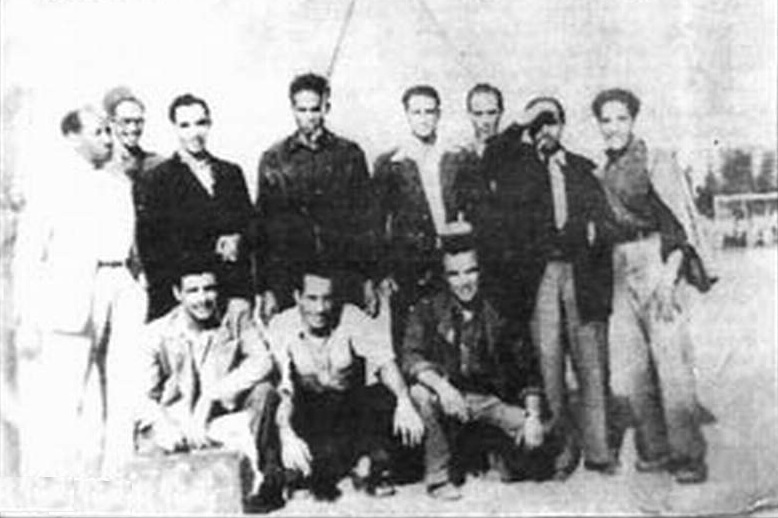
Leden van de tweede formatie (1946)

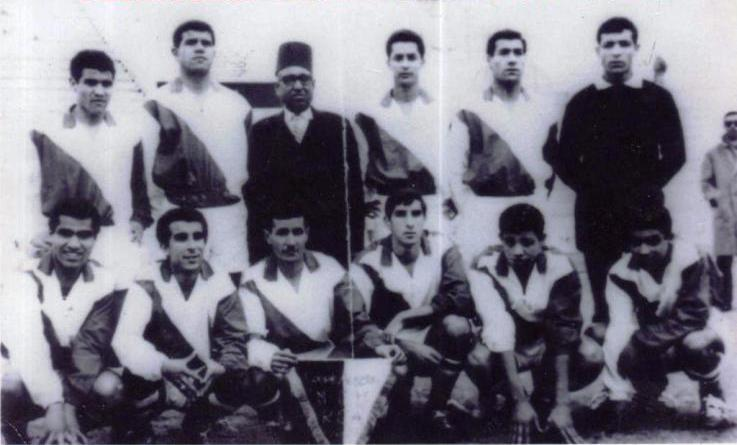
Team van 1962-1963

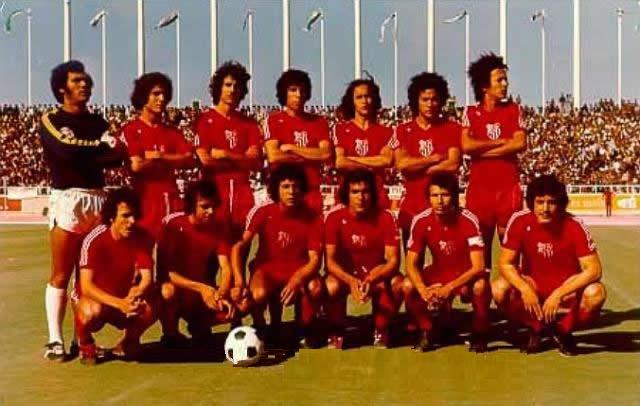
Team van 1975, winnaar van de Algerijecup

MC Oran is een Algerijnse voetbalclub uit de stad Oran. De club werd opgericht in 1917. Ze spelen in het Ahmed Zabanastadion. De club was begin jaren negentig wel succesvol, maar in het heden is het in de Ligue 1 een middenmoter. 

## Geschiedenis
De club werd in 1917 opgericht als Mouloudia Club Musulman Oranais. Het was een moslimclub die moest concurreren met de Europese clubs die er destijds waren in het koloniale Algerije. De club werd vernoemd naar Mouloudia Club Musulman d'Oran, een club die in 1917 opgericht werd en in 1926 opging in de fusieclub USM Oran. Tijdens de Algerijnse Oorlog werden de activiteiten gestaakt en meerdere spelers sneuvelden. 
Na de Algerijnse onafhankelijkheid verdwenen de koloniale clubs uit de stad. MC Oran had nog geen grote geschiedenis zoals andere USM Oran, ASM Oran of SCM Oran, maar slaagde er wel in om van start te gaan in de nieuwe competitie die in 1964 van start ging doordat de club in de regionale competities die tussen 1962 en 1964 gespeeld werden, telkens tweede eindigde in Oran. In 1968 eindigde de club samen met ES Sétif op de eerste plaats, maar greep naast de titel door een slechter doelsaldo. In 1971 werd de club dan voor het eerst landskampioen. Abdelkader Fréha was dat jaar al voor de derde keer topschutter in de competitie. Dat jaar werd ook de naam gewijzigd in Mouloudia Chaâbia d'Oran, afgekort was dit nog steeds MC Oran, maar de naam klonk nu Arabischer.
De volgende jaren eindigde de club vaak in de middenmoot, behalve in 1975 en 1977 toen ze derde werden. In 1977 nam de club de naam MP Oran (Mouloudia Pétroliers d'Oran) aan en speelde tien jaar onder deze naam. In 1985 en 1987 werd de club vicekampioen. In 1987 werd de naam Mouloudia d'Oran aangenomen en een jaar later won de club voor de tweede keer de titel. In 1989 werd opnieuw de oude historische naam MC Oran aangenomen. In de beker der kampioenen slaagde de club erin om de finale te bereiken die ze verloren van Raja Casablanca. 
In 1992 en 1993 werd de club kampioen. De club scoorde nu ook op internationaal niveau in de beker der kampioenen, waar de club in 1993 en 1994 respectievelijk de kwart en de halve finale bereikte. Tussen 1995 en 2000 werd de club nog vier keer vicekampioen en won in 1998 en 1999 de Arabische Beker der Bekerwinnaars, maar de volgende jaren speelde de club nog maar een bijrol in de competitie. De club kreeg ook financiële problemen en moest zich terugtrekken in andere sporttaken, waaronder de ook succesvolle handbalsectie. In 2008 degradeerde de club voor het eerst uit de hoogste klasse, maar kon na één seizoen terugkeren. De club flirtte de volgende jaren opnieuw met de degradatie en kon pas in 2015 nog eens een goed resultaat behalen, toen ze derde werden.

## Erelijst
Landskampioen
1971, 1988, 1992, 1993
Algerijnse beker
1975, 1984, 1985, 1996
Arabische Beker der Bekerwinnaars
1998, 1999

## Bekende (oud-)spelers
- Lakhdar Belloumi
- Tedj Bensaoula
- Miloud Hadefi
- Abdelhafid Tasfaout
- Moulay Haddou
- Bouabdellah Daoud